# Condado de Koprivnica-Križevci
El condado de Koprivnica-Križevci (en croata: Koprivničko-križevačka županija) es un condado croata. La población del condado era de 124.467 habitantes en 2001. Su centro administrativo es la ciudad de Koprivnica.

## Ciudades y municipios
El condado de Koprivnica-Križevci está dividido en 3 ciudades y 21 municipios:

### Ciudades
- Đurđevac
- Koprivnica
- Križevci

### Municipios
- Drnje
- Đelekovec
- Ferdinandovac
- Gola
- Hlebine
- Kalinovac
- Kalnik
- Kloštar Podravski
- Koprivnički Bregi
- Koprivnički Ivanec
- Legrad
- Molve
- Novigrad Podravski
- Novo Virje
- Peteranec
- Podravske Sesvete
- Rasinja
- Sokolovac
- Sveti Ivan Žabno
- Sveti Petar Orehovec
- Virje